# Marino Selo
Marino Selo je mjesto u zapadnoj Slavoniji, u sastavu Grada Lipika (Požeško-slavonska županija).

## Stanovništvo
Prema popisu stanovništva iz 2011. godine u selu je živjelo 312 stanovnika.
Mjesna crkva je izgrađena 1907. godine. U blizini se nalaze Ribnjaci koji čine većinu gospodarstva mjesta. U mjestu je pretežito poljoprivredna proizvodnja (pšenica, kukuruz i dr.). U naselju djeluje mjesni nogometni klub.
| broj stanovnika | 477   | 504   | 562   | 632   | 801   | 927   | 946   | 853   | 770   | 311   | 783   | 518   | 272   | 366   | 371   | 312   | 263   |
|                 | 1857. | 1869. | 1880. | 1890. | 1900. | 1910. | 1921. | 1931. | 1948. | 1953. | 1961. | 1971. | 1981. | 1991. | 2001. | 2011. | 2021. |